# Fair (Normani)
Fair è un singolo della cantante statunitense Normani, pubblicato 18 marzo 2022 dall'etichetta discografica RCA Records.

## Promozione
Nel febbraio 2022 Normani ha dichiarato, tramite social media, che la canzone «è davvero unica e speciale per me, non è ciò che tutti si aspettano». Sono seguite due brevi anteprime, prima dell'annuncio ufficiale il 1º marzo. La cantante si è esibita per la prima volta con Fair al Tonight Show di Jimmy Fallon il 18 marzo 2022, giorno della sua pubblicazione ufficiale.

## Classifiche
| Classifica (2022) | Posizione massima |
| ----------------- | ----------------- |
| Stati Uniti       | 115               |